# Luca Pernici
Luca Pernici é nascido em Reggio Emilia a 10 de junho de 1969. É um músico, compositor, produtor, engenheiro de som e teórico musical italiano.

## Biografia
Aos oito anos de idade, Luca Pernici começou seus estudos musicais clássicos na escola "Achille Peri" (instituto musical de Reggio Emilia), integrando-os mais tarde com outros estudos em harmonia tradicional e jazz.
Em sua formação musical como produtor, ganhou muita experiência junto aos grupos: Maffia Soundsystem, a FragmentOrchestra e com outro musicólogo e amigo, Stefano Marcato, também estudante de Ligeti. Estas experiências musicais foram muito importantes para a sua formação musical, especialmente em relação aos métodos de produção e manipulação de sons. Entre os anos 1995 e 1998 fez suas primeiras experiências como produtor nas seguintes casas discográficas: TIME, AbeatC, Avex inc., Toshiba EMI, produzindo mais de 100 canções publicadas sobre tudo no Japão e o sudeste Asiático, onde Luca e conhecido por várias músicas de sucesso do género Euro Pop. Sobre todas GO GO escrita para a cantora Namie Amuro (mais de 1.800.000 copias).
Posteriormente ele passo produzir várias músicas Pop Rock na Itália, colaborando com vários artistas Italianos como Il Nucleo, Luciano Ligabue, Marla Singer, MadreBlu, Stefano Centomo, Rio, Mario Biondi.
No ano de 2007 ganha o segundo lugar no Festival de Sanremo junto com o cantor Stefano Centomo pelo arranjo e a produção da música "Bivio".
Com sua vasta experiência, Luca começou a desenvolver uma própria filosofia em seu método de produzir música. Em seus trabalhos de direção e produção artística, ele desenvolveu métodos que ajudam a favorecer músicos e intérpretes na busca do verdadeiro momento de expressão e emoção, através da improvisação e a arte da descontextualização.
Até hoje realizou mais de 200 produções editadas em todo mundo. Trabalha como produtor há mais de 15 anos. Atualmente ele vive entre a Itália e o Brasil, no estado da Bahia.

## Produções e Participações

### 1994-2000
- (1994) Funky Company: Tendency Of Love (álbum; programação)[10]
- (1997) Coimbra: Another Star (Steve Wonder Remix; produção, programação, mix, masterização)
- (1998) Joga: Dam Dariram (single; escrita, arranjos, mix)
- (1998) Real Vibes: Miss You (Rolling Stones Remix; produção, programação, mix, masterização)
- (1998) Coimbra: Another Star (The Breeze & The Beach Of Bahia Claudio Coccoluto Remix; produção, masterização)
- (1999) Maffia Soundsystem: Angelic Sphere (single; escrita, produção, programação, mix, masterização)
- (1999) Ridillo: Mangio Amore (Remix; produção, programação, alguns arranjos, mix, masterização)
- (2000) Fragmentorchestra: Metropolis (single; escrita, produção, programação, mix, masterização), Sex & The City trilha sonora 2003 (6x02)
- (2000) Maffia Soundsystem: Made in Italy (UK single, keyboards, recordings, programação. Produzido por Dj Peshay)
- (2000) Maffia Soundsystem: Ternary Beat (single; escrita, produção, programação, mix, masterização)
- (2000) Maffia Soundsystem feat. Lance Heston: Unsuitable Soul (single; escrita, produção, programação, mix, masterização)
- (2000) Nu-Synthtetics: Flexteps (UK single; produção, arranjos, mix, masterização)
- (2000) Fragmentorchestra: The Muse (single; escrita, produção, programação, mix, masterização)
- (2000) Nu-Synthtetics: Glasses Works (UK single; produção, arranjos, mix, masterização)

### 2001-2003
- (2001) Fragmentorchestra: Carioca/Sunlit (EP; produção artística, escrita, arranjos, gravação, mix, masterização), CSI: Miami trilha sonora 2007 (6x09)
- (2001) MadreBlu: Il Sogno (single; produção artística, alguns arranjos, gravação)
- (2001) Fragmentorchestra: Sambita/The Muse (EP; produção artística, escrita, arranjos, gravação, mix, masterização)
- (2001) The Dining Rooms: Sei Tu (Remix; produção artística, programação, mix, masterização)
- (2001) Harley & Muscle: Change The World (There's A Spirit Here) (Remix; arranjos, mix, masterização)
- (2001) Artless : 2nd Room (single; escrita, produção artística, programação, mix, masterização)
- (2001) Maffia Soundsystem: Afka (single; programação, mix, masterização)
- (2001) MadreBlu: Buon Compleanno (single; produção artística, alguns arranjos, gravação)
- (2001) Mario Biondi: This Is What You Are (single; produção artística, alguns arranjos)
- (2001) Le forbici di Manitù: Infanzia di M (single; masterização)
- (2001) MadreBlu: L'Equilibrio (álbum; produção artística, arranjos, gravação)
- (2001) Les Hommes: Les Hommes (álbum; masterização)
- (2001) Vários artistas: Metti una bossa a cena 2 (Compilation; edição, masterização)
- (2002) Vários artistas: Break’n’Bossa 5 (Compilation; edição, masterização)
- (2002) Nicola Conte: Jet Sounds Revisited (álbum; masterização)
- (2002) Soulstance: Third (álbum; masterização)
- (2002) Il Nucleo: Meccanismi (álbum; produção artística, escrita, arranjos, gravação, mix)
- (2002) Fragmentorchestra: Fragmentorchestra (álbum; produção artística, escrita, arranjos, programação, mix, masterização)
- (2002) Artless: Gotta find a way (single; produção artística, escrita, arranjos, programação, mix, masterização)
- (2003) Il Nucleo: Oggi Sono Un Demone (single; produção artística, arranjos, gravação, mix)
- (2003) Vuca: Bossafrica (single; masterização)
- (2003) Il Nucleo: Sospeso (single; produção artística, arranjos, programação, mix)
- (2003) Marla Singer:  Senza Luce (single; produção artística, arranjos, programação, mix)
- (2003) Il Nucleo: Meccanismi (single; escrita, produção artística, arranjos, programação, mix)
- (2003) Marla Singer: Marla Singer (álbum; produção artística, arranjos, gravação, mix)
- (2003) Paul & Mark: Officine (álbum; masterização)

### 2004-2007
- (2004) Rio: Mariachi Hotel (álbum; produção artística, arranjos, gravação, mix)
- (2004) Il Nucleo: Essere Romantico (álbum; produção artística, alguns arranjos, gravação, mix)
- (2004) Marla Singer: Fantasie di Plástica (single; produção artística, tratamentos sons, programação, gravação, mix)
- (2004) Rio: Sei Quella per Me (single; produção artística, arranjos, programação, mix)
- (2004) Rio: Mariachi Hotel (single; produção artística, arranjos, programação, mix)
- (2004) Rio: La Mia Città (single; produção artística, arranjos, programação, mix)
- (2005) Ligabue: Nome e Cognome (álbum; produção artística, alguns arranjos, algumas gravações)
- (2005) Il Nucleo: 27 Aprile (single; produção artística, alguns arranjos, programação, mix)
- (2005) Ligabue: Il Giorno dei Giorni (single; produção artística, alguns arranjos, some gravação)
- (2005) Il Nucleo: Non Spegnere la Luce (single; produção artística, alguns arranjos, sounds treatements, gravação, mix)
- (2006) Ligabue: L'Amore Conta (single; produção artística)
- (2006) Ligabue: Le Donne Lo Sanno (Festivalbar vencedor 2006) (single; produção artística, arranjos)
- (2006) Ligabue: Happy Hours (Festivalbar vencedor 2006) (single; produção artística)
- (2007) Stefano Centomo: Bivio (Secondo Classificato Sanremo 2007) (single; produção artística, arranjos, orchestra arranjos, programação, gravação, mix)
- (2007) Stefano Centomo: Niente è Come Te (single; produção artística, arranjos, gravação, mix)
- (2007) Stefano Centomo: Respirandoti (álbum; produção artística, arranjos, gravação, mix)

### 2008-2010
- (2008) Ligabue: Sette Notti in Arena CD (álbum; gravação, mix)
- (2008) Il Nucleo: Io prendo casa sopra un ramo al vento (álbum; produção artística, alguns arranjos, gravação, mix)
- (2008) Ah! Wildness: Don't mess with the apocalypse (álbum; produção artística, gravação, tratamentos sons, mix)
- (2008) Il Nucleo: Cambiano Le Cose (single; produção artística, gravação, alguns arranjos, tratamentos sons, mix)
- (2008) Stefano Centomo: Tu dove sei (single; produção artística, gravação, arranjos, mix)
- (2008) Il Nucleo: Vorrei Un Motivo (single; produção artística, arranjos, programação, gravação, mix)
- (2009) Alessandro Magnanini: Someway still I do (álbum; gravação, programação, mix)
- (2009) Il Nucleo: Maledetto Mare (single; produção artística, keyboards & ambients)
- (2009) Marla Singer: Tempi di Crisi (álbum; produção artística, alguns arranjos, algumas gravações)
- (2009) Alessandro Magnanini: Secret Lover (single; algumas gravações, programação, mix)
- (2009) Nicola Conte: Carioca by Fragmentorchestra (Remix; escritor)
- (2010) Marla Singer: Eleanor Rigby (single; produção artística, alguns arranjos, algumas gravações)
- (2010) Marla Singer: Esplodo di vitalità (single; produção artística, alguns arranjos, algumas gravações)
- (2010) Marla Singer: Brucerò (single; produção artística, alguns arranjos, algumas gravações)

### DVD Live
- (2005) Ligabue: 10 Settembre Campovolo 2005 (gravação, programação, mix)
- (2006) Ligabue: Nome e Cognome TOUR CLUB (programação, mix, masterização)
- (2006) Ligabue: Nome e Cognome TOUR PALASPORT (gravação, programação, mix, masterização)
- (2006) Ligabue: Nome e Cognome TOUR STADI (gravação, programação, mix, masterização)
- (2006) Ligabue: Nome e Cognome TOUR TEATRI (gravação, programação, mix, masterização)
- (2008) Ligabue: 7 Notti in Arena (gravação supervisor, programação, mix, masterização 5.1)
- (2009) Ligabue: Olimpico 2008 (programação, mix, masterização)